# Чары для Хамелеоши
«Чары для Хамелеоши»(англ. A Spell for Chameleon) — первая книга Пирса Энтони из серии романов о волшебном мире Ксанф.

## Сюжет
Каждый житель Ксанфа наделен магическим талантом. Дарования у каждого разные — один может взглядом обратить в камень, другой — мастер создавать иллюзии, третий способен вернуть ушедшее мгновение. Талант каждого — уникален. Но горе тому жителю Ксанфа, кто до дня своего совершеннолетия не проявит свой магический талант, — его изгоняют в Обыкновению. И мечтой этих несчастных становится вернуться обратно, в Ксанф, в мир чудес. Бинк — один из таких изгоев. В Обыкновении он знакомится с Трентом, злым волшебником. Оба изгнанника возвращаются в Ксанф, один с мечтой открыть свой магический дар, другой — стать королём Ксанфа.

## Награды
В 1977 году British Fantasy Society в рамках награждения British Fantasy Award вручает за этот роман премию имени Августа Дерлета.

## Русские переводы
Книга была впервые издана на русском языке рижским издательством Jurika под названием «Заклинание для Хамелеона». Перевод в этом издании был анонимным. Его отличало большое количество сносок на: «непереводимую игру слов». В 1998 году издательством АСТ выпущенный новый перевод книги, в переводе Дмитрия Прияткина, при участии Евгения Лукина. Сергей Бережной отмечает удачные находки при переводе «непереводимой» игры слов и пишет, что текст нового перевода сильно отличается от старого.

## Экранизация
Режиссёр Вольфганг Петерсен планировал к 2008 году экранизировать книгу, однако, как сообщил Пирс Энтони, кинокомпания Warner Brothers отказалась от финансирования этого проекта.